# Copa Libertadores da América de 1960
A Copa Libertadores da América de 1960, originalmente denominada Copa dos Campeões da América de 1960, foi a primeira edição da competição de clubes de primeira prateleira da CONMEBOL. Equipes de sete associações sul-americanas participaram do primeiro torneio, sendo que três não enviaram representantes. A primeira partida do torneio foi disputada entre Peñarol e Jorge Wilstermann em 19 de abril em Montevidéu, Uruguai.
Durante esta partida, Ausberto García do Jorge Wilstermann foi o primeiro jogador a dar o pontapé inicial no torneio que se tornaria um dos mais prestigiosos do mundo. Carlos Borges do Peñarol marcou o primeiro gol da competição, e seu companheiro de clube, o lendário Alberto Spencer, marcou o primeiro hat-trick.
O Peñarol viria a se tornar o primeiro campeão da história do torneio ao derrotar o Olimpia, do Paraguai, na final. Com resultados posteriores em edições futuras, Peñarol foi o maior campeão da competição até 1973.

## Contexto
A CONMEBOL, órgão dirigente do esporte na América do Sul, foi formada em 1916, mas durante os primeiros quarenta e três anos de sua existência, suas associações-membro jogaram apenas partidas amistosas entre si, sem prêmios em jogo. Em 1958, no entanto, José Ramos de Freitas, o presidente da confederação, finalmente deu início a uma competição aberta a todos os campeões nacionais do continente, com um troféu a ser concedido aos vencedores. O Campeonato Sul-Americano de Campeões foi a inspiração para a ideia tomar forma. Embora todos os campeões das associações nacionais fossem elegíveis para participar, apenas sete escolheram fazê-lo: Bahia do Brasil, Jorge Wilstermann da Bolívia, Millonarios da Colômbia, Olimpia do Paraguai, Peñarol do Uruguai, San Lorenzo da Argentina e Universidad de Chile do Chile. Peru e Venezuela não enviaram seus respectivos campeões da liga nacional, pois o torneio recebeu falta de interesse geral de suas associações, e o Equador não tinha um campeão nacional para enviar. A primeira edição da Copa dos Campeões não despertou grande repercussão na imprensa, principalmente nos países do Pacífico, no Brasil e na Argentina.

## Equipes classificadas
| Associação          | Equipe               | Classificação                            | Fase            |
| ------------------- | -------------------- | ---------------------------------------- | --------------- |
| Argentina (1 vaga)  | San Lorenzo          | Campeão do Campeonato Argentino de 1959  | Fase preliminar |
| Bolívia · (1 vaga)  | Jorge Wilstermann    | Campeão do Campeonato Boliviano de 1959  | Fase preliminar |
| Brasil · (1 vaga)   | Bahia                | Campeão do Campeonato Brasileiro de 1959 | Fase preliminar |
| Chile · (1 vaga)    | Universidad de Chile | Campeão do Campeonato Chileno de 1959    | Fase preliminar |
| Colômbia · (1 vaga) | Millonarios          | Campeão do Campeonato Colombiano de 1959 | Fase preliminar |
| Paraguai · (1 vaga) | Olimpia              | Campeão do Campeonato Paraguaio de 1959  | Fase preliminar |
| Uruguai · (1 vaga)  | Peñarol              | Campeão do Campeonato Uruguaio de 1959   | Fase preliminar |

Notas
- O Equador não enviou nenhuma equipe já que o campeonato equatoriano não teve edição em 1959.
- O Universitario (campeão do Campeonato Peruano de Futebol de 1959) desistiu antes do sorteio e depois que a Federação Peruana de Futebol desistiu de cobrir suas despesas para participar da competição.
- O Deportivo Español (campeão do Campeonato Venezuela de Futebol de 1959) não foi inscrito, já que a Federação Venezuelana de Futebol não se interessou no torneio.

## Formato
Cada confronto era uma fase de grupos de duas equipes. Vitórias recebiam dois pontos, um ponto por empate e nenhum ponto por derrota. A equipe com mais pontos após um jogo em casa e fora avançava para a próxima fase. Se as equipes permanecessem empatadas, a diferença de gols se tornaria um critério de desempate. Um playoff de um jogo seria realizado caso as equipes ainda estivessem empatadas. Um sorteio se tornaria a última solução para desempatar.

## Confrontos
|  | Primeira fase        | Primeira fase        | Primeira fase | Primeira fase | Primeira fase |   |             | Semifinais  | Semifinais | Semifinais | Semifinais | Semifinais |  |  | Final | Final | Final | Final | Final |  |
|  |                      |                      |               |               |               |   |             |             |            |            |            |            |  |  |       |       |       |       |       |  |
|  | Peñarol              | Peñarol              | 7             | 1             | 8             |   |             |             |            |            |            |            |  |  |       |       |       |       |       |  |
|  | Peñarol              | Peñarol              | 7             | 1             | 8             |   |             |             |            |            |            |            |  |  |       |       |       |       |       |  |
|  | Jorge Wilstermann    | Jorge Wilstermann    | 1             | 1             | 2             |   |             |             |            |            |            |            |  |  |       |       |       |       |       |  |
|  | Jorge Wilstermann    | Jorge Wilstermann    | 1             | 1             | 2             |   | Peñarol     | 1           | 0          | 2          | 3          |            |  |  |       |       |       |       |       |  |
|  |                      |                      |               |               |               |   | Peñarol     | 1           | 0          | 2          | 3          |            |  |  |       |       |       |       |       |  |
|  |                      |                      | San Lorenzo   | 1             | 0             | 1 | 2           |             |            |            |            |            |  |  |       |       |       |       |       |  |
|  | San Lorenzo          | San Lorenzo          | San Lorenzo   | 1             | 0             | 1 | 2           | 3           | 2          | 5          |            |            |  |  |       |       |       |       |       |  |
|  | San Lorenzo          | San Lorenzo          |               |               |               |   |             |             |            | 5          |            |            |  |  |       |       |       |       |       |  |
|  | Bahia                | Bahia                | 0             | 3             | 3             |   |             |             |            |            |            |            |  |  |       |       |       |       |       |  |
|  | Bahia                | Bahia                | 0             | 3             | 3             |   | Peñarol     | Peñarol     | 1          | 1          | 2          |            |  |  |       |       |       |       |       |  |
|  |                      |                      |               |               |               |   |             |             |            |            |            |            |  |  |       |       |       |       |       |  |
|  |                      |                      | Olimpia       | Olimpia       | 0             | 1 | 1           |             |            |            |            |            |  |  |       |       |       |       |       |  |
|  | Universidad de Chile | Universidad de Chile | Olimpia       | Olimpia       | 0             | 1 | 1           | 0           | 0          | 0          |            |            |  |  |       |       |       |       |       |  |
|  | Universidad de Chile | Universidad de Chile |               |               |               |   |             |             |            | 0          |            |            |  |  |       |       |       |       |       |  |
|  | Millonarios          | Millonarios          | 6             | 1             | 7             |   |             |             |            |            |            |            |  |  |       |       |       |       |       |  |
|  | Millonarios          | Millonarios          | 6             | 1             | 7             |   | Millonarios | Millonarios | 0          | 1          | 1          |            |  |  |       |       |       |       |       |  |
|  |                      |                      |               |               |               |   | Millonarios | Millonarios | 0          | 1          | 1          |            |  |  |       |       |       |       |       |  |
|  |                      |                      | Olimpia       | Olimpia       | 0             | 5 | 5           |             |            |            |            |            |  |  |       |       |       |       |       |  |
|  | Olimpia              | Olimpia              | Olimpia       | Olimpia       | 0             | 5 | 5           | -           | -          | w.o.       |            |            |  |  |       |       |       |       |       |  |
|  | Olimpia              | Olimpia              |               |               |               |   |             |             |            | w.o.       |            |            |  |  |       |       |       |       |       |  |
|  | Universitario        | Universitario        | -             | -             | -             |   |             |             |            |            |            |            |  |  |       |       |       |       |       |  |

## Primeira fase
Devido ao número ímpar de equipes na competição após a desistência do Universitario do Peru antes do sorteio, o Olimpia recebeu um descanso (bye).
A série entre San Lorenzo e Bahia terminou empatada em pontos e o grupo foi decidido no saldo de gols, ao que os argentinos se beneficiram para passar para as semifinais. Peñarol e Millonarios completaram a escalação das semifinais após vitórias convincentes sobre Jorge Wilstermann e Universidad de Chile, respectivamente.
Houve muita publicidade em Montevidéu, pois o campeão boliviano Jorge Wilstermann chegou quatro dias antes da histórica primeira partida da competição. Ao contrário do que estava acontecendo nos outros cinco países dos competidores, o torneio estava recebendo muita cobertura da mídia uruguaia. O presidente da Federação Boliviana de Futebol, Valera Cámara, chegou a Montevidéu nove dias antes do jogo para preparar todos os detalhes para a estadia do campeão do futebol de seu país. Ele também aproveitou a ocasião para promover o Campeonato Sul-Americano que a Bolívia iria organizar em 1961 (eventualmente realizado em 1963) e para confirmar as partidas que a Bolívia iria jogar contra o Uruguai pelas eliminatórias da Copa do Mundo FIFA de 1962 a ser realizada no Chile. Pablo Pérez Estrada, presidente da Jorge Wilstermann, chegou em 13 de abril.
A edição de 1972 do jornal Estadio de Chile mencionou que a humilhante eliminação da Universidad de Chile foi atribuída ao esgotamento do time. O periódico menciona que, naquela época, o interesse dos executivos da La U era de levar o campeão chileno para uma extensa excursão pela Europa que se estendeu, em seu retorno, com mais algumas partidas amistosas na América Central. A imprensa chilena, altamente crítica pela goleada de 0–6 em Santiago, rotulou a Universidad de Chile como um "time de turistas" e até lhes deu uma charge sarcástica.

### Grupo 1
| Equipe      | Pts | J | V | E | D | GP | GC | SG |
| ----------- | --- | - | - | - | - | -- | -- | -- |
| San Lorenzo | 2   | 2 | 1 | 0 | 1 | 5  | 3  | +2 |
| Bahia       | 2   | 2 | 1 | 0 | 1 | 3  | 5  | –2 |

| 20 de abril | San Lorenzo                                  | 3 – 0 | Bahia | El Palacio, Buenos Aires                     |
|             | Rossi 60' · Ruiz 81' · Sanfilippo 89' (pen.) |       |       | Público: ≈10 000 Árbitro: URU Esteban Marino |

| 3 de maio | Bahia                                        | 3 – 2 | San Lorenzo        | Fonte Nova, Salvador                            |
|           | Carlito 12' · Santos 38' · Marito 89' (pen.) |       | Sanfilippo 9', 59' | Público: ≈18 000 Árbitro: PAR Eustasio Catebeke |

### Grupo 2
| Equipe            | Pts | J | V | E | D | GP | GC | SG |
| ----------------- | --- | - | - | - | - | -- | -- | -- |
| Peñarol           | 3   | 2 | 1 | 1 | 0 | 8  | 2  | +6 |
| Jorge Wilstermann | 1   | 2 | 0 | 1 | 1 | 2  | 8  | –6 |

| 19 de abril | Peñarol                                                           | 7 – 1 | Jorge Wilstermann | Centenário, Montevidéu                      |
|             | Carlos Borges 13', 27' · Cubilla 20' · Spencer 35', 58', 67', 90' |       | Alcócer 49'       | Público: ≈35 000 Árbitro: CHI Carlos Robles |

| 30 de abril | Jorge Wilstermann | 1 – 1 | Peñarol     | Hernando Siles, La Paz                                 |
|             | López 55'         |       | Cubilla 43' | Público: ≈30 000 Árbitro: {{b}}ARG José Luis Praddaude |

### Grupo 3
| Equipe               | Pts | J | V | E | D | GP | GC | SG |
| -------------------- | --- | - | - | - | - | -- | -- | -- |
| Millonarios          | 4   | 2 | 2 | 0 | 0 | 7  | 0  | +7 |
| Universidad de Chile | 0   | 2 | 0 | 0 | 2 | 0  | 7  | –7 |

| 8 de maio | Universidad de Chile | 0 – 6 | Millonarios                                                   | Estádio Nacional, Santiago                         |
|           |                      |       | Pizarro 4', 82' · Klinger 14', 68' · Micheli 54' · Larraz 71' | Público: ≈18 000 Árbitro: URU Juan Carlos Armental |

| 15 de maio | Millonarios | 1 – 0 | Universidad de Chile | El Campín, Bogotá                                  |
|            | Pizarro 48' |       |                      | Público: ≈25 000 Árbitro: URU Juan Carlos Armental |

## Semifinais
Todas as partidas a partir desta fase da competição resultaram em empates, exceto duas. Ambas as partidas semifinais do grupo A terminaram empatadas e, portanto, foram para um playoff em um local neutro. O Chile foi designado como este local. No entanto, o terremoto de Valdivia em 1960 forçou uma mudança de local. O Peñarol não aceitou que o playoff fosse realizado em Assunção. O San Lorenzo, no entanto, permitiu que o playoff fosse realizado no estádio do Peñarol em troca de US$100.000. José Sanfilippo lembrou mais tarde:
| “ | Sobre a posição dos nossos executivos sobre o terceiro jogo disputado no Uruguai, Nene disse: 'Eu disse a eles (membros da diretoria do San Lorenzo) que não! Jogar novamente em Montevidéu era como ir para a boca do leão', mas eles não me ouviram e aceitaram a proposta. O primeiro gol deles foi dado. Para ser franco, fomos enganados. Os uruguaios pensaram: 'Se esses idiotas aceitaram tanto jogar no Centenário, então não podemos pegar leve com eles'. E então o árbitro paraguaio Dimas Larrosa deu tudo contra nós o tempo todo. Antes, os 'lanyards' geralmente ganhavam e, graças à má liderança que tínhamos, ficamos sem nada. A realidade é que o jogo foi dado a eles por alguns trocados. | ” |

O Olimpia garantiu o segundo lugar na final ao derrotar o Millonarios no jogo de volta.

### Grupo A
| Equipe      | Pts | J | V | E | D | GP | GC | SG |
| ----------- | --- | - | - | - | - | -- | -- | -- |
| Peñarol     | 4   | 3 | 1 | 2 | 0 | 3  | 2  | +1 |
| San Lorenzo | 2   | 3 | 0 | 2 | 1 | 2  | 3  | –1 |

| 18 de maio | Peñarol    | 1 – 1 | San Lorenzo | Centenário, Montevidéu                      |
|            | Linazza 2' |       | Boggio 18'  | Público: ≈55 000 Árbitro: CHI Carlos Robles |

| 24 de maio | San Lorenzo | 0 – 0 | Peñarol | El Palacio, Buenos Aires                    |
|            |             |       |         | Público: ≈15 000 Árbitro: CHI Carlos Robles |

| 29 de maio | Peñarol          | 2 – 1 | San Lorenzo    | Centenário, Montevidéu                           |
|            | Spencer 61', 89' |       | Sanfilippo 86' | Público: ≈45 000 Árbitro: PAR José Dimas Larrosa |

### Grupo B
| Equipe      | Pts | J | V | E | D | GP | GC | SG |
| ----------- | --- | - | - | - | - | -- | -- | -- |
| Olimpia     | 3   | 2 | 1 | 1 | 0 | 5  | 1  | +4 |
| Millonarios | 1   | 2 | 0 | 1 | 1 | 1  | 5  | –4 |

| 29 de maio | Millonarios | 0 – 0 | Olimpia | El Campín, Bogotá                                   |
|            |             |       |         | Público: ≈35 000 Árbitro: COL José Antonio Sundheim |

| 5 de junho | Olimpia                                                     | 5 – 1 | Millonarios | Manuel Ferreira, Assunção                              |
|            | Doldán 15', 88' · Melgarejo 43' · Noriega 53' · Recalde 62' |       | Pizarro 70' | Público: ≈35 000 Árbitro: {{b}}ARG José Luis Praddaude |

## Final
As finais foram disputadas entre Peñarol e Olimpia em duas partidas, um em cada estádio dos finalistas. O jogo de ida foi no Estádio Centenário, em Montevidéu, o qual os Manyas venceram por 1-0, graças a um gol de Alberto Spencer no final do jogo. O jogo de volta foi no Estadio de Puerta Sajonia, em Assunção. Depois de liderar por 1-0 a maior parte do jogo, Luis Cubilla empatou, faltando apenas seis minutos no jogo, dando ao Peñarol o troféu da primeira edição da competição.
| Equipe  | Pts | J | V | E | D | GP | GC | SG |
| ------- | --- | - | - | - | - | -- | -- | -- |
| Peñarol | 3   | 2 | 1 | 1 | 0 | 2  | 1  | +1 |
| Olimpia | 1   | 2 | 0 | 1 | 1 | 1  | 2  | –1 |

| 12 de junho | Peñarol     | 1 – 0 | Olimpia | Estádio Centenário, Montevidéu             |
|             | Spencer 79' |       |         | Público: 44 690 Árbitro: CHI Carlos Robles |

| 19 de junho | Olimpia     | 1 – 1 | Peñarol     | Estadio de Puerta Sajonia, Assunção                   |
|             | Recalde 28' |       | Cubilla 83' | Público: 20 000 Árbitro: {{b}}ARG José Luis Praddaude |

### Premiação
| Copa Libertadores da América de 1960 |
| Uruguai                              |
| ------------------------------------ |
| Peñarol Campeão (1° título)          |

## Estatísticas

### Classificação geral
| Peñarol                         | 10 | 7 | 3 | 4 | 0 | 13 | 5 | +8 |
| Vice-campeão                    |    |   |   |   |   |    |   |    |
| Olimpia                         | 4  | 4 | 1 | 2 | 1 | 6  | 3 | +3 |
| Eliminados nas semifinais       |    |   |   |   |   |    |   |    |
| Millonarios                     | 5  | 4 | 2 | 1 | 1 | 8  | 5 | +3 |
| San Lorenzo                     | 4  | 5 | 1 | 2 | 2 | 7  | 6 | +1 |
| Eliminados nas quartas de final |    |   |   |   |   |    |   |    |
| Bahia                           | 2  | 2 | 1 | 0 | 1 | 3  | 5 | –2 |
| Jorge Wilstermann               | 1  | 2 | 0 | 1 | 1 | 2  | 8 | –6 |
| Universidad de Chile            | 0  | 2 | 0 | 0 | 2 | 0  | 7 | –7 |
| Universitario                   | -  | - | - | - | - | -  | - | -  |

### Artilheiros
| Pos | Jogador          | Clube       | Gols |
| --- | ---------------- | ----------- | ---- |
| 1   | Alberto Spencer  | Peñarol     | 7    |
| 2   | Rubén Pizarro    | Millonarios | 4    |
| 2   | José Sanfilippo  | San Lorenzo | 4    |
| 4   | Luis Cubilla     | Peñarol     | 3    |
| 5   | Carlos Borges    | Peñarol     | 2    |
| 5   | Luis Doldán      | Olimpia     | 2    |
| 5   | Marino Klinger   | Millonarios | 2    |
| 5   | Hipólito Recalde | Olimpia     | 2    |

### Público
Os 13 jogos da Copa Libertadores da América de 1960 convocaram 392 mil espectadores nos estádios, o equivalente a uma média de 30.000 por jogo.
| Equipe               | País      | Total   | Partidas | Média  |
| -------------------- | --------- | ------- | -------- | ------ |
| Peñarol              | Uruguai   | 180.572 | 4        | 45.143 |
| Olimpia              | Paraguay  | 70.000  | 2        | 35.000 |
| Jorge Wilstermann    | Bolívia   | 30.000  | 1        | 30.000 |
| Millonarios          | Colômbia  | 60.000  | 2        | 30.000 |
| Bahia                | Brasil    | 18.000  | 1        | 18.000 |
| Universidad de Chile | Chile     | 18.000  | 1        | 18.000 |
| San Lorenzo          | Argentina | 16.097  | 2        | 8.048  |